# Cylindrophasia obscura
Cylindrophasia obscura är en tvåvingeart som först beskrevs av Jacques-Marie-Frangile Bigot 1876.  Cylindrophasia obscura ingår i släktet Cylindrophasia och familjen parasitflugor. Inga underarter finns listade i Catalogue of Life.